# Stephen Tjephe
Stephen Tjephe (* 1. August 1955 in Danoku; † 16. Dezember 2020 in Loikaw) war ein myanmarischer Geistlicher und römisch-katholischer Bischof von Loikaw. 

## Leben
Nach Abschluss seines theologischen Studiums in New York und auf den Philippinen empfing Stephen Tjephe am 28. März 1984 die Priesterweihe. Er war in der Seelsorge in Myanmar tätig.
Papst Benedikt XVI. ernannte ihn am 19. Juni 2009 zum Titularbischof von Nova Barbara und Weihbischof in Loikaw. Der Apostolische Nuntius in Thailand, Singapur und Kambodscha und Apostolische Delegat in Myanmar, Erzbischof Salvatore Pennacchio, spendete ihm am 21. November desselben Jahres die Bischofsweihe; Mitkonsekratoren waren Sotero Phamo, Bischof von Loikaw, und Matthias U Shwe, Erzbischof von Taunggyi.
Mit dem Rücktritt Bischof Sotero Phamos am 26. April 2014 ernannte ihn Papst Franziskus für die Dauer der Sedisvakanz zum Apostolischen Administrator von Loikaw. Am 15. November desselben Jahres wurde er zum Bischof von Loikaw ernannt.